# Flight from Ashiya
Flight from Ashiya (bra Sacrifício sem Glória) é um filme nipo-estadunidense de 1964, dos gêneros drama romântico e aventura, dirigido por Michael Anderson, com roteiro de Elliot Arnold e Waldo Salt baseado no romance homônimo de Arnold e trilha sonora de Frank Cordell.

## Sinopse
Três tripulantes do serviço de helicópteros recordam as agruras do resgate de um navio cargueiro naufragado nas costas do Japão.

## Elenco
- Yul Brynner ....... sargenti Mike Takashima
- Richard Widmark ....... tenente-coronel Glenn Stevenson
- George Chakiris  ....... ... segundo-tenente John Gregg
- Suzy Parker ....... Lucille Caroll
- Shirley Knight ....... Caroline Gordon / Stevenson
- Joe Di Reda ....... sargento Randy Smith
- Mitsuhiro Sugiyama ....... Charlie
- Andrew Hughes ....... dr. Horton
- Danièle Gaubert ....... Leila